# Ibrahima Diawadoh N'Jim
Pour les articles homonymes, voir Jim.
Ibrahima Diawadoh N'Jim est un conseiller politique franco-mauritanien né à Kiffa.
Il est un proche conseiller de Manuel Valls, ancien Premier ministre français.

## Biographie
Il naît à Kiffa, en Mauritanie, étudie les lettres, la pédagogie et la théologie islamique en Arabie saoudite, devient professeur dans un lycée nouakchottois et milite en parallèle au sein des Forces de libération africaines de Mauritanie (FLAM). Il s'installe en France à la fin des années 1980 et obtient l'asile politique.
Il adhère au Parti socialiste (PS) en 1990 et se fixe à Évry en 1993. Il est successivement gardien de parc de stationnement, employé puis enseignant de langue arabe dans des lycées franciliens,. Ayant acquis la nationalité française, il se lie avec Manuel Valls et dirige sa campagne victorieuse lors des élections municipales de 2001 à Évry ; ils « ne se quitteront plus ».
En parallèle, il préside une association d'« aide à l'éducation », Solidarité éducation, ce qui lui vaut d'être nommé au Conseil économique, social et environnemental (CESE) en 2015,.
En 2010, il est le témoin de Manuel Valls lors du mariage de celui-ci avec Anne Gravoin. Après l'élection de François Hollande, il le suit au ministère de l'Intérieur comme chargé de mission « Affaires réservées et Diversité », puis à l'hôtel Matignon comme conseiller officieux,.
En Juin 2009 il apparaît dans la vidéo tirée d'une émission de Valérie Trierweiler, sur Direct 8, marchand à côté de Manuel qui se mit à réclamer « plus de blancos » après le salut d'un badaud qui lui demandait « comment ça va ? ».

En Janvier 2016 Manuel Valls l'enverra au Gabon pour déminer le propos qu'il avait tenu dans l'émission ONPC de France 2 disant :
"Ali Bongo n'a pas été élu démocratiquement comme on l'entend en France.